# Ella-Fitzgerald-Statue

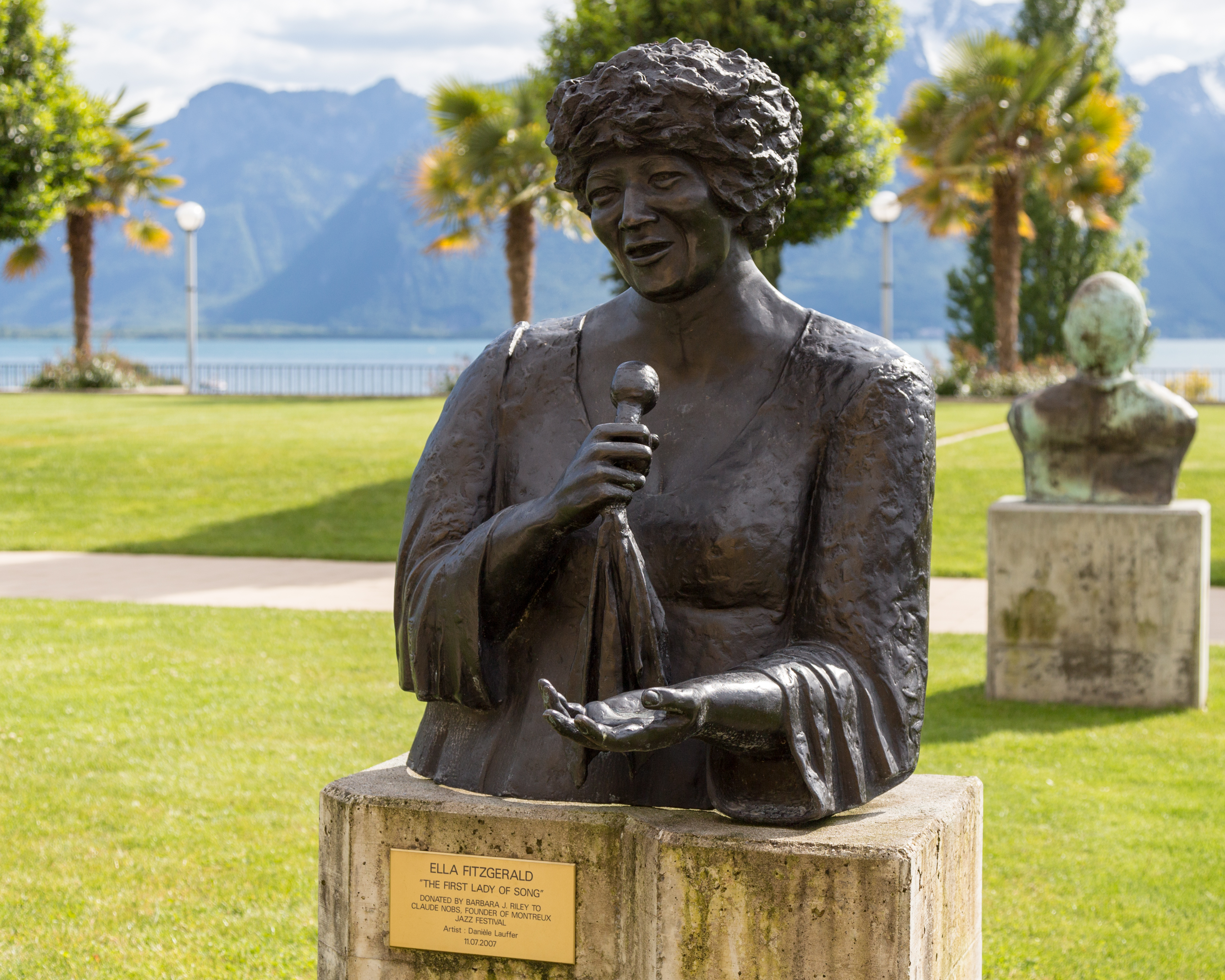
Büste von Ella Fitzgerald in Montreux (zum Vergleich)

Die Ella-Fitzgerald-Statue ist ein auf einem Sockel stehendes Standbild der US-amerikanischen Jazzsängerin Ella Fitzgerald (1917–1996), das die amerikanische Bildhauerin Vinnie Bagwell schuf. Es befindet sich nahe der Metro-North Railroad Station Plaza in der Stadt Yonkers im Westchester County bei New York. Außer der Statue in Yonkers wird Ella Fitzgerald in Montreux mit einer Büste geehrt.

## Geschichte
Als Standort für die Ella-Fitzgerald-Statue wurde die Stadt Yonkers gewählt, da die Künstlerin dort den Großteil ihrer Jugend verbracht hatte. Die Statue wurde von der aus Yonkers stammenden Skulpteurin Vinnie Bagwell geformt und im Oktober 1996, bereits vier Monate nach Ella Fitzgeralds Tod, enthüllt. Die Arbeit wurde vom Bureau of Community Development und dem Office of Downtown and Waterfront Development of Yonkers in Auftrag gegeben und erhielt einem Bundeszuschuss in Höhe von 25.000 US-Dollar.

## Beschreibung
Die Ella-Fitzgerald-Statue hat eine Höhe von ca. 1,8 Metern,  ist aus Bronze gegossen und steht auf einem zweistufigen, runden Granit-Sockel. Die Statue zeigt Ella Fitzgerald während eines Gesangvortrags mit offenen Armen. Mit der rechten Hand führt sie die Bewegung des Fingerschnippens aus. Sie trägt ein elegantes, ausgeschnittenes Kleid sowie Stöckelschuhe. An der Vorderseite des Sockels befindet sich eine Plakette mit folgender Inschrift:
Danach folgen noch die Namen einiger Organisationen, die das Projekt gefördert hatten.